# Museo de las Artes Escénicas de Colombia
El Museo de las Artes Escénicas de Colombia, Museartes es un museo virtual e independiente dedicado al estudio, la difusión y la apropiación de la historia de las artes escénicas de Colombia.

## Historia
Desde 2014, Museartes ha presentado la recopilación de información sobre el teatro colombiano. Con el estreno de un diseño más moderno y nuevas secciones, el 14 de julio de 2015 se realizó su lanzamiento oficial. En la actualidad cuenta con las entradas en el menú de: Inicio, Exposiciones, Textos y tablas, Museartes y Más.

## Exposiciones
Las exposiciones que se pueden recorrer son:
- julio de 2015: Álbum teatral. Homenaje a Gabo.
- septiembre de 2015: Revistas de teatro.
- diciembre de 2015: La farándula oficial. Cortas historia de éxitos y frustraciones.
- marzo de 2016: Luis Enrique Osorio (1896-1966).
- junio de 2016: Shakespeare con vestuario colombiano.
- septiembre de 2016: Departiendo con Antonio Álvarez Lleras.
- diciembre de 2016: Maestro del buen contento. Cronología de Carlos Emilio Campos “Campitos”, 1906-1984.
- marzo de 2017: La actividad teatral en Bogotá 1950-1959.
- julio de 2017: Barco teatral surca el mar. Año Colombia-Francia.
- noviembre de 2018: Gilberto Martínez, el vivaz hombre de teatro.
- abril de 2018: Guardarropía del siglo XIX. Memoria de dos colecciones.
- septiembre de 2018: Anuncios teatrales: Acercando al público.
- mayo de 2019: Fernando González Cajiao. Discurrir sobre los ancestros.
- octubre de 2019: Recordándolas. Escritoras de teatro.
- diciembre de 2019: Teatro diminuto y pesebre.
- marzo de 2020: Carteles de teatro.
- septiembre de 2020: El dulce sueño. Cenotafio de principios de siglo.

## Textos y tablas
En esta entrada se encuentran recopilados diferentes documentos sobre el teatro colombiano bajo los títulos:
- Libros.
- Reseñas.
- Críticas.
- Artículos.
- Conferencias.
- Entrevistas.
- Dramaturgias.
- Documentales.
- Tesis de maestría.
- Tesis de doctorado.
- Videoteca escénica.
- Audioteca escénica.
- Prensa digitalizada.

## Museartes
- Escríbanos: Este título presenta el espacio para que los visitantes se comuniquen con Museartes.
- ¿Quiénes somos?: Bajo este aparte se presenta el equipo de trabajo que realiza el desarrollo y edición del Museo.

## Más
- Anécdotas: En esta sala se encuentran anécdotas, notas, frases y cifras del teatro colombiano organizadas en relación con las exposiciones y por los temas de entrada: Aficionados, Aforo, Amor, Baturrillo, Censura, Cifras, Clásico, Crímenes, Crítica Teatral, Gira Artística, Parodia, Política, Público, Rarezas, Sensaciones, Traducciones, Trasescena y Tropiezos Escénicos.
- Vocaburlario: Esta sección presenta vocablos, y su definición, que se usan en la cotidianidad del teatro colombiano.
- Páginas amigas: Bajo este título, Museartes presenta una serie de páginas sugeridas sobre el teatro de Colombia y de otra latitudes, especialmente de la región.
- Investigaciones en curso: En esta entrada se relacionan los estudios que se están adelantando en la actualidad sobre el teatro colombiano por especialistas e investigadores.
- Noticias: Esta pestaña presenta las más recientes actualizaciones y novedades que suceden en Museartes.

## Otras menciones de Museartes
La historia del teatro colombiano en versión virtual. En: Nodal cultura. Noticias de América Latina y el Caribe, 18 de agosto de 2015.
Los amigos del Teatro La Candelaria hablan Archivado el 28 de marzo de 2020 en Wayback Machine.. En: Kiosko Teatral, 2016.
Luis Enrique Osorio y Campitos, pioneros del humor teatral. En: El Tiempo, 29 de mayo de 2018.
- Datos: Q28598821